# 杜博韋茨 (文尼察區)
杜博韋茨（烏克蘭語：Дубовець）是烏克蘭的村落，位於該國西南部文尼察州，由文尼察區負責管轄，始建於1829年，面積1.36平方公里，海拔高度269米，2001年人口290，人口密度每平方公里213.24人。